# کرامت‌الله دانشیان
کرامت‌الله دانشیان (۱۰ مهر ۱۳۲۵، شیراز – ۲۹ بهمن ۱۳۵۲، تهران) شاعر و از فعالان سیاسی چپ‌گرا و از مبارزان شناخته‌شده قبل از انقلاب ۱۳۵۷ ایران بود.

## زندگی
کرامت‌الله فرزند پرویز و اعظم در ۱۰ مهر ۱۳۲۵ در شیراز به دنیا آمد. وی اصالتاً فارس، پدرش اهل سرحدِ داراب (از طایفه چهار راهی و تیره قلتاشی ) و مادرش اهل شیراز بود. کرامت در دوران کودکی مادرش را به سبب بیماری از دست داد و هنگامی که ده ساله بود همراه خانواده‌اش ساکن تبریز شد. او در تبریز بزرگ شد و درس خواند (از جمله در دبیرستان منصور) و تا پایان دورهٔ دبیرستان در آن‌جا ماند. وی پس از اخذ دیپلم و خدمت سربازی که به عنوان سپاهی دانش در یکی از روستاهای آمل با نام واسکس دابو انجام داده بود، مدتی در مدرسهٔ هتل‌داری تهران، و پس از آن در مدرسهٔ تازه تأسیس عالی سینما و تلویزیون به تحصیل پرداخت.
او که جزو اولین گروه قبول شدگان در دوره هنری و سینمایی تلویزیون ملی ایران بود، پس از حدود یک سال به علت فعالیت‌های سیاسی و ساخت فیلم کوتاهی با مفهوم غارت نفت و مردم جنوب شهر تهران از دانشکده اخراج شد. او چند ماه بعد از خسرو گلسرخی در شهریور ۱۳۵۲ دستگیر شد و چند ماه بعد متهم شدند رهبری گروهی دوازده نفره را به عهده داشته‌اند که قصدشان ربودن شاهزاده پهلوی در فستیوال فیلم کودک در سال ۵۲ به قصد آزادسازی زندانیان سیاسی بوده‌است.
امیرحسین فطانت، که در آن زمان ۲۲ سال داشت و مخفیانه با ساواک همکاری می‌کرد، از دوستان قدیمی کرامت‌الله دانشیان بود که نقش مهمی در دستگیری و اعدام دانشیان داشت. در جریان دادگاه، نام او به عنوان نفر سیزدهم و «فرد فراری» اعلام شد تا امکان هرگونه اقدام و افشای تبانی او با ساواک ناممکن شود.

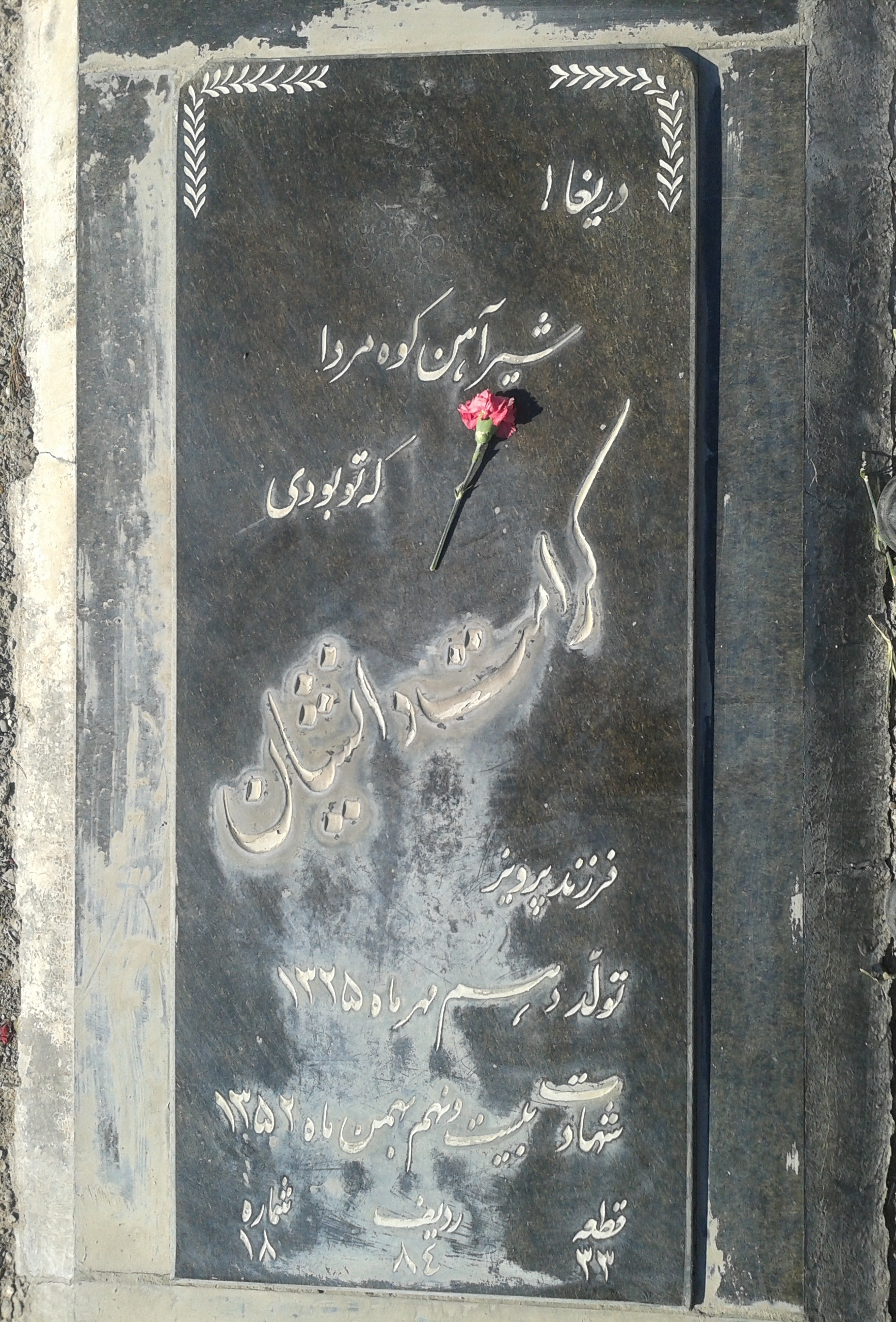
آرامگاه کرامت‌الله دانشیان در قطعه ۳۳ بهشت زهرا.

از این گروه به جز کرامت‌الله دانشیان و خسرو گلسرخی که اعدام شدند، سه تن به حبس ابد محکوم شدند (طیفور بطحایی، رضا علامه‌زاده، عباس سماکار) و مابقی افراد گروه هر کدام به نحوی با درخواست عفو از شاه و همسرش به یک تا چند سال زندان کوتاه مدت محکوم شدند. (افرادی نظیر: شکوه فرهنگ (میرزادگی)، ابراهیم فرهنگ رازی، رحمت‌الله جمشیدی، منوچهر مقدم سلیمی، مریم اتحادیه و …)
وی در سحرگاه روز ۲۹ بهمن ۱۳۵۲ به جرم اقدام علیه امنیت کشور به همراه خسرو گلسرخی تیرباران شد.
در سال ۱۳۵۹، ویژه‌نامه‌ای برای کرامت‌الله دانشیان در مجموعه‌ای دو جلدی با عنوان «فرهنگ نوین» منتشر شد،

### سرود بهاران خجسته باد
دانشیان سرودی بر شعری از عبدالله بهزادی ساخته بود که با نام بهاران خجسته باد مشهور هست.